# Ange Leccia
Ange Leccia (Minerbio, Barrettali, Còrsega, 19 d'abril de 1952) és un artista contemporani, fotògraf i cineasta francès. Pertany a una generació d'artistes francesos que tornen a l'objecte en el sentit duchampià.

## Biografia
Ange Leccia va néixer a Minerbio, Còrsega on va estudiar Belles Arts. Inicialment es dedicava a la pintura i la fotografia, però a mesura que passava el temps es va centrar en la fotografia i el vídeo com els seus mitjans de comunicació predilectes. El 1986 va començar a ensenyar Belles Arts a Grenoble, on acompanyaria la formació d'artistes com Philippe Parreno o Dominique González-Foerster.
La primera pel·lícula de Leccia va ser el curtmetratge Stridura (1980). Al desembre de 2004 va ser divulgada la seva pel·lícula Azé feta el 1999. Igual que el seu anterior treball: Île de beauté (Illa de la Bellesa) (1996) i Gold (Or) (2000), ambdós coproduïts amb Dominique Gonzalez-Foerster, en la pel·lícula Azé, Ange Leccia continuava subratllant i remarcant els efectes de la llum i so. En lloc d'abandonar la naturalitat per la tecnologia l'artista francès va incorporar el tema romàntic dins de l'obra d'art digital La Mer. Utilitzava codis predeterminats del sublim oferint el tema clàssic d'un paisatge marí enorme, utilitza els nous mitjans per fer el que és familiar i estrany en oferir una perspectiva alternativa.
Des d'aleshores, es va dedicar sobretot al vídeo i al cinema. Tanmateix, continuà treballant en la imatge, en la seva sensualitat, densitat, produint obres que conviden l'espectador a la contemplació. Actualment és professor de l'Escola de Belles Arts de Cergy-Pontoise, situada a França. Leccia ha creat i dirigit des de la seva obertura, l'any 2001, el Pavelló d'unitat educativa per a joves artistes i el laboratori creatiu del Palais de Tokyo de París.

## Filmografia
Durant la dècada de 1980, Ange Leccia va arribar al seu reconeixement per l'ús d'objectes relacionats amb el món del cinema en altres contextos, així com projeccions d'ambients familiars que van protagonitzar durant la seva primera exposició individual al Museu d'Art Modern de la ciutat de París el 1985. Alhora, va desenvolupar reproduccions com Maria Callas (1982), Contempt (1986) o Pierrot le Fou (1986). Aquestes dues últimes creacions inclouen extractes del cinema de Jean-Luc Godard, “donant-los una segona vida”. Va participar en nombroses exposicions internacionals (Solomon R. Guggenheim Museum de Nova York, Skulptur Projecte Munster, Documenta 8 de Kassel), posteriorment l'artista es va quedar al Japó a principis de la dècada de 1990 i va descobrir la nova onada de cinema a Àsia, on va col·laborar amb Dominique Gonzalez-Foerster i portà a terme amb Île de beauté (1986), una road movie subjectiva entre Còrsega i l'Illa del sol naixent. Això també va donar lloc al zen en la pràctica de la imatge, que apareix en obres com La Mer (1991), Smoke (1995), i Storm (2000), on es plasmen elements de la natura a través d'un procés d'abstracció. La seva segona exposició al Museu d'Art Modern de París el 1997, es construeix com una pel·lícula que ofereix a l'espectador la possibilitat de crear la seva pròpia història. Ange Leccia va visitar l'Orient Mitjà moltes vegades (Egipte, Síria, Palestina), i el banc d'imatges que ha gravat ha donat lloc a una sèrie d'instal·lacions de vídeo, que es mostra al Musée Niepce en Chalon-sur-Saone, i un llargmetratge, Azé (2003).
- 1985: ARC/Musée d'art moderne de la Ville de Paris, França
- 1986: "Nou Camp 1986" Espai 10, Fundació Joan Miró, Barcelona
- 1990: Le Magasin, CNAC, Grenoble, França
- 1992: Contemporary Art Museum, Houston, Estats Units
- 1995: Art at the Edge, Atlanta, Estats Units
- 1996: Villa Médicis, Roma, Italia
- 1998: Musée Nicéphore-Niépce, Chalon-sur-Saône, França
- 1999: National Museum of Contemporary Art, Oslo, Noruega
- 2003: Galerie Almine Rech, Paris, França
- 2004: Château de Tours, França
- 2005: Musée Picasso La Guerre et la Paix, Vallauris, França
- 2006: Museum of Fine Arts, Ho Chi Minh City, Vietnam
- 2007: «Ondine», Le Lieu unique, Nantes, França
- 2008: Galerie Almine Rech, Paris, França
- 2009: «Ange Leccia et Le Pavillon», Musée Bourdelle, Paris, França
- 2010: Galerie Almine Rech, Paris, França
- 2011: «Leccia/Denon. Sensibles», musée Denon, Chalon-sur-Saône, França
- 2013: «Logical Song», MAC/VAL, Vitry-sur-Seine, França

## Obres principals
- Île de beauté (1996) curtmetratge realitzat amb Dominique Gonzalez-Foerster
- Gold (2000) curtmetratge realitzat amb Dominique Gonzalez-Foerster
- Nuit bleue (2011) amb Cécile Cassel i François Vincentelli